# Championnat national des bagadoù 2011
 (avril 2012).
Le championnat national des bagadoù 2011 est la 62e édition de ces rencontres annuelles de musique bretonne. La fédération Bodadeg ar Sonerion organise tous les ans depuis 1949 un championnat regroupant les bagadoù adhérents à la fédération. Cette édition a commencé le 27 février 2011, à Brest, par la première manche du championnat de première catégorie et s'est terminée le 6 août 2012, à Lorient, lors du festival interceltique de Lorient.

## Préparation de la compétition

Répartition des différents terroirs pour 2011 :
Première catégorie
Seconde et quatrième catégories
Troisième catégorie

## Troisième catégorie

### Préparation
Le bagad de Douarnenez ne participe pas au concours pour renforcer l'effectif du Bagad Konk-Kerne en 2e catégorie.

## Synthèse des résultats

### Résultats de première catégorie

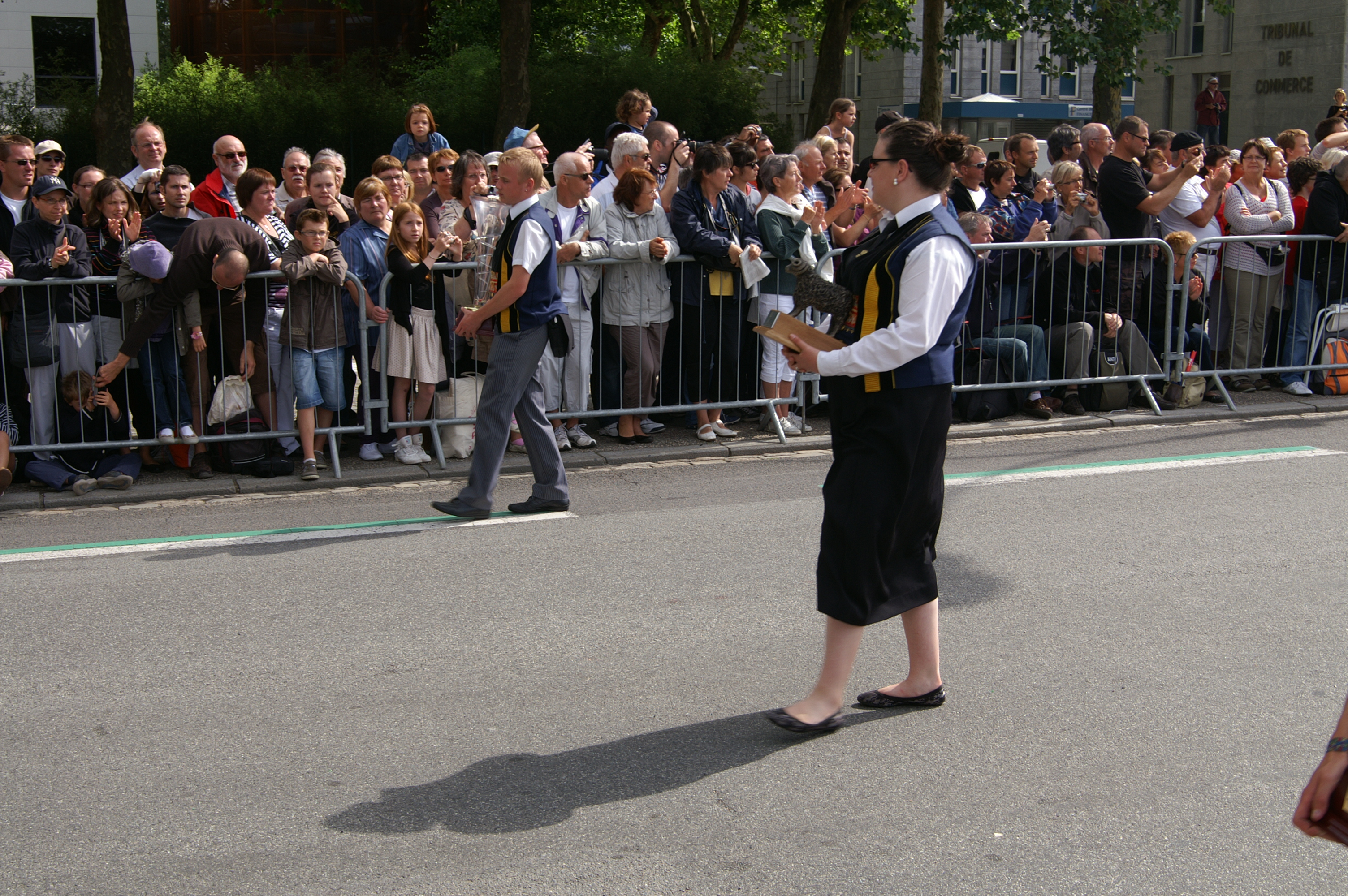
Le bagad Kemper défilant avec ses trophées de champion.

Les résultats sont les suivants :
|      | Groupe                         | Classement 2010 | Concours de printemps | Concours de printemps | Concours de printemps | Concours d'été | Concours d'été | Concours d'été | Moyenne générale | Classement final |
| ---- | ------------------------------ | --------------- | --------------------- | --------------------- | --------------------- | -------------- | -------------- | -------------- | ---------------- | ---------------- |
| Note | Groupe                         | Classement 2010 | Pénalité              | Rang                  | Note                  | Pénalité       | Rang           |                | Moyenne générale | Classement final |
| 1    | Bagad Kemper                   | 2               | 16,89                 | -                     | 1                     | 17,73          | -              | 1              | 17,31            | 1                |
| 2    | Bagad Cap Caval                | 1er             | 16,51                 | -                     | 2                     | 17,03          | -              | 2              | 16,77            | 2                |
| 3    | Kevrenn Alré                   | AS              | 15,96                 | -                     | 3                     | 15,98          | -              | 4              | 15,97            | 3                |
| 4    | Bagad Roñsed-Mor               | 6               | 15,77                 | -                     | 4                     | 16,02          | -              | 3              | 15,90            | 4                |
| 5    | Bagad Penhars                  | 11              | 14,93                 | -                     | 5                     | 15,06          | -              | 5              | 15               | 5                |
| 6    | Bagad Saint-Nazaire            | 12              | 14,81                 | -                     | 7                     | 14,95          | -              | 6              | 14,88            | 6                |
| 7    | Kerlenn Pondi                  | 9               | 14,48                 | -                     | 9                     | 14,94          | -              | 7              | 14,71            | 7                |
| 8    | Bagad Quic-en-Groigne          | 7               | 14,86                 | -                     | 6                     | 14,54          | -              | 9              | 14,7             | 8                |
| 9    | Bagad Brieg                    | 4               | 14,76                 | -                     | 8                     | 14,51          | -              | 10             | 14,64            | 9                |
| 10   | Bagad Bro Kemperle             | 3               | 14,34                 | -                     | 11                    | 14,90          | -              | 8              | 14,62            | 10               |
| 11   | Bagad Melinerion               | 6               | 14,20                 | -                     | 12                    | 14,50          | -              | 11             | 14,35            | 11               |
| 12   | Bagad Sonerien Bro Dreger      | 10              | 14,45                 | -                     | 10                    | 13,66          | -              | 13             | 14,06            | 12               |
| 13   | Bagad ar Meilhoù Glaz          | 8               | 13,25                 | -                     | 13                    | 14,45          | -              | 12             | 13,85            | 13               |
| 14   | Bagad Pañvrid                  | 2               | 12,80                 | -                     | 15                    | 12,19          | -              | 14             | 12,5             | 14               |
| 15   | Bagad Mouez Ar Mor Plougastell | 1               | 13,28                 | -                     | 14                    | 11,61          | -              | 15             | 12,45            | 15               |

### Résultats de la deuxième catégorie
Les résultats sont les suivants :
|      | Groupe                         | Classement 2010 | Concours de printemps | Concours de printemps | Concours de printemps | Concours d'été | Concours d'été | Concours d'été | Classement final |
| ---- | ------------------------------ | --------------- | --------------------- | --------------------- | --------------------- | -------------- | -------------- | -------------- | ---------------- |
| Note | Groupe                         | Classement 2010 | Pénalité              | Rang                  | Note                  | Pénalité       | Rang           |                | Classement final |
| 1    | Bagad Beuzeg ar C'hab          | AS              | 17,78                 | -                     | 1                     | 17,17          | -              | 1              | 1                |
| 2    | Bagad Sonerien An Oriant       | 3               | 16,35                 | -                     | 2                     | 16,91          | -              | 2              | 2                |
| 3    | Bagad Elven                    | 6               | 14,76                 | -                     | 8                     | 16,17          | -              | 3              | 3                |
| 4    | Bagad Konk Kerne               | AS              | 15,21                 | -                     | 5                     | 15,67          | -              | 4              | 4                |
| 5    | Bagad de Cesson-Sévigné        | 4               | 16,17                 | -                     | 3                     | 13,50          | -              | 10             | 5                |
| 6    | Bagad Landi                    | 1               | 15,40                 | -                     | 4                     | 14,12          | -              | 7              | 6                |
| 7    | Bagad Glaziked Pouldregad      | 5               | 14,29                 | -                     | 9                     | 15,20          | -              | 5              | 7                |
| 8    | Bagad Kadoudal                 | 2               | 14,90                 | -                     | 7                     | 13,18          | -              | 11             | 8                |
| 9    | Bagad Bro Landerne             | 9               | 15,14                 | -                     | 6                     | 12,70          | -              | 12             | 9                |
| 10   | Bagad Keriz                    | 8               | 13,90                 | -                     | 10                    | 13,89          | -              | 8              | 10               |
| 11   | Bagad Gwengamp                 | 13              | 13,72                 | -                     | 11                    | 13,83          | -              | 9              | 11               |
| 12   | Bagad Sant-Ewan Bubri          | 7               | 12,33                 | -                     | 13                    | 14,85          | -              | 6              | 12               |
| 13   | Bagad Nozeganed Bro Porh Loeiz | 11              | 12,79                 | -                     | 12                    | 12,59          | -              | 13             | 13               |
| 14   | Bagad Pays des Abers           | 12              | 12,33                 | -                     | 13                    | 12,22          | -              | 14             | 14               |